# Perambatan
Perambatan is een bestuurslaag in het regentschap Muara Enim van de provincie Zuid-Sumatra, Indonesië. Perambatan telt 4289 inwoners (volkstelling 2010).